# 毛罗·塔索蒂
毛罗·塔索蒂（義大利語：Mauro Tassotti，1960年1月19日—），意大利退役足球运动员，场上司职右后卫，有时也能客串中卫。塔索蒂现任烏克蘭國家足球隊助理教练。在2010年夏季原主帅萊昂纳多离任后，一度传出消息塔索蒂确定接替AC米兰主教练的位置，但最终还是辅佐后來的主教练马西米利亞诺·阿莱格里及菲利普·因扎吉。
塔索蒂出生于罗马，1980年开始效力于AC米兰，直到1997年退役。

## 榮譽

### 球員年代
AC米蘭
- 意大利甲級聯賽冠軍：1987-88年、1991-92年、1992-93年、1993-94年、1995-96年
- 意大利乙級聯賽冠軍：1980-81年、1982-83年
- 意大利超級盃冠軍：1988年、1992年、1993年、1994年
- 歐洲冠軍聯賽冠軍：1988-89年、1989-90年、1993-94年
- 歐洲超級盃冠軍：1989年、1990年、1994年
- 洲際盃冠軍：1989年、1990年

意大利國家隊
- 國際足總世界盃亞軍：1994年美國世界盃